# Rajeev Ram
Rajeev Ram (* 18. März 1984 in Denver, Colorado) ist ein US-amerikanischer Tennisspieler, der seit 2017 besonders im Doppel aktiv ist.

## Karriere
Ram gewann in seiner Jugend neun Titel und spielte an der High School von Carmel, Indiana, Tennis. Bei den US Open 2001 erhielt er eine Wildcard für das Juniorenturnier. 2002 erreichte er im Doppel mit seinem Partner Brian Baker das Finale des Juniorenturniers in Wimbledon.
Sein erstes Grand-Slam-Turnier im Einzel spielte Ram 2005 bei den US Open, wo er gegen Stan Wawrinka ausschied. Ein Jahr später unterlag er seinem Landsmann Amer Delić. 2007 erreichte er beim Turnier in Wimbledon mit seinem Partner Harel Levy das Viertelfinale, in dem sie gegen die späteren Sieger Arnaud Clément und Michaël Llodra ausschieden. Seinen ersten Einzeltitel gewann Ram beim Challenger-Turnier in Winnetka. 2009 gewann er beim Turnier im indischen Chennai mit seinem Partner Eric Butorac seinen ersten Doppeltitel auf der ATP Tour. Bis 2019 sicherte er sich zwei Einzel- und 20 Doppeltitel auf der ATP Tour sowie insgesamt 34 Challenger-Titel. Seinen größten Erfolg feierte er schließlich Anfang 2020 bei den Australian Open, als er mit Joe Salisbury nach einem Finalsieg über Max Purcell und Luke Saville seinen ersten Grand-Slam-Titel gewann.
Bemerkenswert an Ram ist seine Spielweise. Seine gesamte Körpersprache, von Vorhand über Rückhand bis zum Service, ist eine Kopie jener seines Vorbilds und langjährigen Weltranglistenersten Pete Sampras.

## Privates
Rajeev Ram ist der Sohn von Raghav und Sushma Ram; er ist Biologe und sie Technische Mitarbeiterin.

## Erfolge
| Legende (Anzahl der Siege)                       |
| Grand Slam (6)                                   |
| ATP World Tour Finals (2)                        |
| ATP World Tour Masters 1000 (6)                  |
| ATP World Tour 500 (5)                           |
| ATP International Series ATP World Tour 250 (17) |
| ATP Challenger Tour (34)                         |

| ATP-Titel nach Belag |
| Hartplatz (27)       |
| Sand (3)             |
| Rasen (6)            |

### Einzel

#### Turniersiege

##### ATP World Tour
| Nr. | Datum         | Turnier     | Belag | Finalgegner  | Ergebnis        |
| --- | ------------- | ----------- | ----- | ------------ | --------------- |
| 1.  | 12. Juli 2009 | Newport (1) | Rasen | Sam Querrey  | 6:73, 7:5, 6:3  |
| 2.  | 19. Juli 2015 | Newport (2) | Rasen | Ivo Karlović | 7:65, 5:7, 7:62 |

##### ATP Challenger Tour
| Nr. | Datum             | Turnier              | Belag       | Finalgegner      | Ergebnis         |
| --- | ----------------- | -------------------- | ----------- | ---------------- | ---------------- |
| 1.  | 5. Juli 2008      | Winnetka             | Hartplatz   | Scoville Jenkins | 7:5, 6:4         |
| 2.  | 9. November 2009  | Aachen               | Teppich (i) | Dustin Brown     | 7:62, 6:75, 7:62 |
| 3.  | 6. November 2011  | Eckental             | Teppich (i) | Karol Beck       | 6:4, 6:2         |
| 4.  | 13. November 2011 | St. Ulrich in Gröden | Teppich (i) | Jan Hernych      | 7:5, 3:6, 7:66   |
| 5.  | 11. Mai 2013      | Rio Quente           | Hartplatz   | André Ghem       | 4:6, 6:4, 6:3    |
| 6.  | 6. April 2014     | León                 | Hartplatz   | Sam Groth        | 6:2, 6:2         |
| 7.  | 26. April 2015    | Guadalajara          | Hartplatz   | Jason Jung       | 6:1, 6:2         |

#### Finalteilnahmen
| Nr. | Datum            | Turnier      | Belag     | Finalgegner | Ergebnis  |
| --- | ---------------- | ------------ | --------- | ----------- | --------- |
| 1.  | 21. Februar 2016 | Delray Beach | Hartplatz | Sam Querrey | 4:6, 6:76 |

### Doppel

#### Turniersiege

##### ATP World Tour
| Nr. | Datum              | Turnier              | Belag         | Partner              | Finalgegner                             | Ergebnis           |
| --- | ------------------ | -------------------- | ------------- | -------------------- | --------------------------------------- | ------------------ |
| 1.  | 11. Januar 2009    | Chennai              | Hartplatz     | Eric Butorac         | Jean-Claude Scherrer Stan Wawrinka      | 6:3, 6:4           |
| 2.  | 12. Juli 2009      | Newport (1)          | Rasen         | Jordan Kerr          | Michael Kohlmann Rogier Wassen          | 6:76, 7:67, [10:6] |
| 3.  | 4. Oktober 2009    | Bangkok              | Hartplatz     | Eric Butorac         | Guillermo García López Mischa Zverev    | 7:64, 6:3          |
| 4.  | 25. Juli 2010      | Atlanta              | Hartplatz     | Scott Lipsky         | Rohan Bopanna Kristof Vliegen           | 6:3, 6:74, [12:10] |
| 5.  | 13. Februar 2011   | San José             | Hartplatz (i) | Scott Lipsky         | Alejandro Falla Xavier Malisse          | 6:4, 4:6, [10:8]   |
| 6.  | 27. Februar 2011   | Delray Beach (1)     | Hartplatz     | Scott Lipsky         | Christopher Kas Alexander Peya          | 4:6, 6:4, [10:3]   |
| 7.  | 24. September 2012 | St. Petersburg       | Hartplatz (i) | Nenad Zimonjić       | Lukáš Lacko Igor Zelenay                | 6:2, 4:6, [10:6]   |
| 8.  | 21. Juni 2015      | Halle (1)            | Rasen         | Raven Klaasen        | Rohan Bopanna Florin Mergea             | 7:65, 6:2          |
| 9.  | 19. Juni 2016      | Halle (2)            | Rasen         | Raven Klaasen        | Łukasz Kubot Alexander Peya             | 7:65, 6:2          |
| 10. | 2. Oktober 2016    | Chengdu              | Hartplatz     | Raven Klaasen        | Pablo Carreño Busta Mariusz Fyrstenberg | 7:62, 7:5          |
| 11. | 26. Februar 2017   | Delray Beach (2)     | Hartplatz     | Raven Klaasen        | Treat Huey Maks Mirny                   | 7:5, 7:5           |
| 12. | 19. März 2017      | Indian Wells Masters | Hartplatz     | Raven Klaasen        | Łukasz Kubot Marcelo Melo               | 6:71, 6:4, [10:8]  |
| 13. | 22. Juli 2017      | Newport (2)          | Rasen         | Aisam-ul-Haq Qureshi | Matt Reid John-Patrick Smith            | 6:4, 4:6, [10:7]   |
| 14. | 1. Oktober 2017    | Shenzhen             | Hartplatz     | Alexander Peya       | Nikola Mektić Nicholas Monroe           | 6:3, 6:2           |
| 15. | 6. Mai 2018        | München              | Sand          | Ivan Dodig           | Nikola Mektić Alexander Peya            | 6:3, 7:5           |
| 16. | 21. Oktober 2018   | Moskau               | Hartplatz (i) | Austin Krajicek      | Maks Mirny Philipp Oswald               | 7:64, 6:4          |
| 17. | 4. November 2018   | Paris                | Hartplatz (i) | Marcel Granollers    | Jean-Julien Rojer Horia Tecău           | 6:4, 6:4           |
| 18. | 2. März 2019       | Dubai                | Hartplatz     | Joe Salisbury        | Ben McLachlan Jan-Lennard Struff        | 7:64, 6:3          |
| 19. | 27. Oktober 2019   | Wien (1)             | Hartplatz (i) | Joe Salisbury        | Łukasz Kubot Marcelo Melo               | 6:4, 6:75, [10:5]  |
| 20. | 2. Februar 2020    | Australian Open      | Hartplatz     | Joe Salisbury        | Max Purcell Luke Saville                | 6:4, 6:2           |
| 21. | 15. August 2021    | Toronto              | Hartplatz     | Joe Salisbury        | Nikola Mektić Mate Pavić                | 6:3, 4:6, [10:3]   |
| 22. | 10. September 2021 | US Open (1)          | Hartplatz     | Joe Salisbury        | Jamie Murray Bruno Soares               | 3:6, 6:2, 6:2      |
| 23. | 17. April 2022     | Monte Carlo          | Sand          | Joe Salisbury        | Juan Sebastián Cabal Robert Farah       | 6:4, 3:6, [10:7]   |
| 24. | 21. August 2022    | Cincinnati (1)       | Hartplatz     | Joe Salisbury        | Tim Pütz Michael Venus                  | 7:64, 7:65         |
| 25. | 9. September 2022  | US Open (2)          | Hartplatz     | Joe Salisbury        | Wesley Koolhof Neal Skupski             | 7:64, 7:5          |
| 26. | 20. November 2022  | Turin (1)            | Hartplatz (i) | Joe Salisbury        | Nikola Mektić Mate Pavić                | 7:64, 6:4          |
| 27. | 27. Mai 2023       | Lyon                 | Sand          | Joe Salisbury        | Nicolas Mahut Matwé Middelkoop          | 6:0, 6:3           |
| 28. | 8. September 2023  | US Open (3)          | Hartplatz     | Joe Salisbury        | Rohan Bopanna Matthew Ebden             | 2:6, 6:3, 6:4      |
| 29. | 29. Oktober 2023   | Wien (2)             | Hartplatz (i) | Joe Salisbury        | Nathaniel Lammons Jackson Withrow       | 6:4, 5:7, [12:10]  |
| 30. | 19. November 2023  | Turin (2)            | Hartplatz (i) | Joe Salisbury        | Marcel Granollers Horacio Zeballos      | 6:3, 6:4           |
| 31. | 13. Januar 2024    | Adelaide             | Hartplatz     | Joe Salisbury        | Rohan Bopanna Matthew Ebden             | 7:5, 5:7, [11:9]   |
| 32. | 17. August 2025    | Cincinnati (2)       | Hartplatz     | Nikola Mektić        | Lorenzo Musetti Lorenzo Sonego          | 4:6, 6:3, [10:5]   |

##### ATP Challenger Tour
| Nr. | Datum              | Turnier       | Belag         | Partner          | Finalgegner                                 | Ergebnis          |
| --- | ------------------ | ------------- | ------------- | ---------------- | ------------------------------------------- | ----------------- |
| 1.  | 2. August 2004     | Denver        | Hartplatz     | Brian Baker      | Jamie Delgado Jonathan Marray               | 6:2, 6:2          |
| 2.  | 15. November 2004  | Champaign (1) | Hartplatz (i) | Brian Baker      | Justin Gimelstob Graydon Oliver             | 7:6, 7:6          |
| 3.  | 11. April 2005     | Mexiko-Stadt  | Hartplatz     | Bobby Reynolds   | Rik De Voest Łukasz Kubot                   | 6:1, 6:7, 7:6     |
| 4.  | 23. Mai 2005       | Busan         | Hartplatz     | Paul Goldstein   | Justin Gimelstob Wesley Moodie              | kampflos          |
| 5.  | 6. Februar 2006    | Dallas (1)    | Hartplatz (i) | Bobby Reynolds   | Mirko Pehar Dušan Vemić                     | 6:3, 6:4          |
| 6.  | 25. September 2006 | Tulsa (1)     | Hartplatz     | Bobby Reynolds   | Scott Lipsky David Martin                   | 6:4, 6:4          |
| 7.  | 13. November 2006  | Champaign (2) | Hartplatz (i) | Rik De Voest     | André Sá Brian Wilson                       | 5:7, 6:4, [10:7]  |
| 8.  | 27. November 2006  | Maui          | Hartplatz     | Brian Wilson     | Rodrigo Antônio Grilli Chris Lam            | 6:3, 6:2          |
| 9.  | 14. Mai 2007       | Forest Hills  | Sand          | Bobby Reynolds   | Patrick Briaud Sam Warburg                  | 6:3, 6:4          |
| 10. | 28. Mai 2007       | Carson        | Hartplatz     | Bobby Reynolds   | Víctor Estrella Alberto Francis             | 7:6, 6:2          |
| 11. | 16. Juli 2007      | Aptos         | Hartplatz     | Bobby Reynolds   | John Paul Fruttero Cecil Mamiit             | 6:7, 6:3, [10:7]  |
| 12. | 24. September 2007 | Tulsa (2)     | Hartplatz     | Bobby Reynolds   | Alex Bogomolow Brian Wilson                 | 7:6, 7:5          |
| 13. | 29. Oktober 2007   | Busan         | Hartplatz     | Bobby Reynolds   | Rik De Voest Pierre-Ludovic Duclos          | 6:0, 6:2          |
| 14. | 5. November 2007   | Nashville     | Hartplatz (i) | Bobby Reynolds   | Ashley Fisher Stephen Huss                  | 6:7, 6:3, [12:10] |
| 15. | 13. April 2008     | Humacao       | Hartplatz     | Bobby Reynolds   | Lester Cook Kevin Kim                       | 6:3, 6:4          |
| 16. | 19. April 2008     | Tallahassee   | Hartplatz     | Bobby Reynolds   | Robert Kendrick Ryan Sweeting               | kampflos          |
| 17. | 16. November 2008  | Champaign (3) | Hartplatz (i) | Bobby Reynolds   | Olivier Charroin Nicolas Tourte             | 3:6, 6:3, [10:6]  |
| 18. | 2. Februar 2009    | Dallas (2)    | Hartplatz (i) | Prakash Amritraj | Patrick Briaud Jason Marshall               | 6:3, 4:6, [10:8]  |
| 19. | 6. April 2009      | Baton Rouge   | Hartplatz     | Bobby Reynolds   | Harsh Mankad Scott Oudsema                  | 6:3, 6:76, [10:3] |
| 20. | 14. September 2009 | Tulsa (3)     | Hartplatz     | David Martin     | Philip Stephens Ashley Watling              | 6:2, 6:2          |
| 21. | 7. November 2010   | Eckental      | Teppich (i)   | Scott Lipsky     | Sanchai Ratiwatana Sonchat Ratiwatana       | 6:72, 6:4, [10:4] |
| 22. | 6. März 2011       | Dallas (3)    | Hartplatz (i) | Scott Lipsky     | Dustin Brown Björn Phau                     | 7:63, 6:4         |
| 23. | 1. Mai 2011        | León (1)      | Hartplatz     | Bobby Reynolds   | Andre Begemann Chris Eaton                  | 6:3, 6:2          |
| 24. | 3. Mai 2013        | Johannesburg  | Hartplatz     | Prakash Amritraj | Purav Raja Divij Sharan                     | 7:61, 7:61        |
| 25. | 7. Juni 2014       | Nottingham    | Rasen         | Chris Guccione   | Colin Fleming André Sá                      | 6:72, 6:2, [11:9] |
| 26. | 12. April 2015     | León (2)      | Hartplatz     | Austin Krajicek  | Guillermo Durán Horacio Zeballos            | 6:2, 7:5          |
| 27. | 25. April 2015     | Guadalajara   | Hartplatz     | Austin Krajicek  | Marcelo Demoliner Miguel Ángel Reyes Varela | 7:5, 4:6, [10:6]  |

#### Finalteilnahmen
| Nr. | Datum              | Turnier          | Belag         | Partner            | Finalgegner                         | Ergebnis           |
| --- | ------------------ | ---------------- | ------------- | ------------------ | ----------------------------------- | ------------------ |
| 1.  | 28. August 2005    | New Haven        | Hartplatz     | Bobby Reynolds     | Gastón Etlis Martín Rodríguez       | 4:6, 3:6           |
| 2.  | 6. Februar 2011    | Johannesburg     | Hartplatz     | Scott Lipsky       | Jamie Cerretani Adil Shamasdin      | 6:3, 3:6, [7:10]   |
| 3.  | 13. Juli 2014      | Newport          | Rasen         | Jonathan Erlich    | Chris Guccione Lleyton Hewitt       | 5:7, 4:6           |
| 4.  | 4. Oktober 2015    | Kuala Lumpur     | Hartplatz (i) | Raven Klaasen      | Treat Huey Henri Kontinen           | 6:74, 2:6          |
| 5.  | 2. April 2016      | Miami            | Hartplatz     | Raven Klaasen      | Pierre-Hugues Herbert Nicolas Mahut | 7:5, 1:6, [7:10]   |
| 6.  | 21. Mai 2016       | Genf (1)         | Sand          | Raven Klaasen      | Steve Johnson Sam Querrey           | 4:6, 1:6           |
| 7.  | 9. Oktober 2016    | Tokio            | Hartplatz     | Raven Klaasen      | Marcel Granollers Marcin Matkowski  | 2:6, 6:74          |
| 8.  | 20. November 2016  | London (1)       | Hartplatz (i) | Raven Klaasen      | Henri Kontinen John Peers           | 6:2, 1:6, [8:10]   |
| 9.  | 17. Juni 2017      | ’s-Hertogenbosch | Rasen         | Raven Klaasen      | Łukasz Kubot Marcelo Melo           | 3:6, 4:6           |
| 10. | 26. Mai 2018       | Genf (2)         | Sand          | Ivan Dodig         | Oliver Marach Mate Pavić            | 6:3, 6:73, [9:11]  |
| 11. | 29. Juli 2018      | Atlanta          | Hartplatz     | Ryan Harrison      | Nicholas Monroe John-Patrick Smith  | 6:3, 6:75, [8:10]  |
| 12. | 30. September 2018 | Shenzhen         | Hartplatz     | Robert Lindstedt   | Joe Salisbury Ben McLachlan         | 6:75, 6:74         |
| 13. | 5. Januar 2019     | Brisbane         | Hartplatz     | Joe Salisbury      | Marcus Daniell Wesley Koolhof       | 4:6, 6:76          |
| 14. | 23. Juni 2019      | Queen’s Club     | Rasen         | Joe Salisbury      | Feliciano López Andy Murray         | 6:76, 7:5, [5:10]  |
| 15. | 20. Oktober 2019   | Antwerpen        | Hartplatz (i) | Joe Salisbury      | Kevin Krawietz Andreas Mies         | 6:71, 3:6          |
| 16. | 21. Februar 2021   | Australian Open  | Hartplatz     | Joe Salisbury      | Ivan Dodig Filip Polášek            | 3:6, 4:6           |
| 17. | 16. Mai 2021       | Rom              | Sand          | Joe Salisbury      | Nikola Mektić Mate Pavić            | 4:6, 6:74          |
| 18. | 25. Juni 2021      | Eastbourne       | Rasen         | Joe Salisbury      | Nikola Mektić Mate Pavić            | 4:6, 3:6           |
| 19. | 31. Oktober 2021   | Wien             | Hartplatz (i) | Joe Salisbury      | Juan Sebastián Cabal Robert Farah   | 4:6, 2:6           |
| 20. | 21. November 2021  | Turin (2)        | Hartplatz (i) | Joe Salisbury      | Pierre-Hugues Herbert Nicolas Mahut | 4:6, 6:70          |
| 21. | 13. August 2023    | Toronto (1)      | Hartplatz     | Joe Salisbury      | Marcelo Arévalo Jean-Julien Rojer   | 3:6, 1:6           |
| 22. | 3. August 2024     | Paris            | Sand          | Austin Krajicek    | Matthew Ebden John Peers            | 7:66, 6:71, [8:10] |
| 23. | 12. August 2024    | Montreal (2)     | Hartplatz     | Joe Salisbury      | Marcel Granollers Horacio Zeballos  | 2:6, 6:74          |
| 24. | 11. Januar 2025    | Auckland         | Hartplatz     | Christian Harrison | Nikola Mektić Michael Venus         | kampflos           |
| 2.  | 15. Juni 2025      | Stuttgart        | Rasen         | Alex Michelsen     | Santiago González Austin Krajicek   | 4:6, 4:6           |

### Mixed

#### Turniersiege
| Nr. | Datum            | Turnier             | Belag     | Partner            | Finalgegner                     | Ergebnis  |
| --- | ---------------- | ------------------- | --------- | ------------------ | ------------------------------- | --------- |
| 1.  | 26. Januar 2019  | Australian Open (1) | Hartplatz | Barbora Krejčíková | Astra Sharma John-Patrick Smith | 7:63, 6:1 |
| 2.  | 20. Februar 2021 | Australian Open (2) | Hartplatz | Barbora Krejčíková | Samantha Stosur Matthew Ebden   | 6:1, 6:4  |

#### Finalteilnahmen
| Nr. | Datum             | Turnier | Kategorie  | Belag     | Partner         | Finalgegner                | Ergebnis |
| --- | ----------------- | ------- | ---------- | --------- | --------------- | -------------------------- | -------- |
| 1.  | 9. September 2016 | US Open | Grand Slam | Hartplatz | Coco Vandeweghe | Laura Siegemund Mate Pavić | 4:6, 4:6 |

## Abschneiden bei Grand-Slam-Turnieren

### Einzel
| Turnier         | 2001 | 2002 | 2003 | 2004 | 2005 | 2006 | 2007 | 2008 | 2009 | 2010 | 2011 | 2012 | 2013 | 2014 | 2015 | 2016 | 2017 | Karriere |
| --------------- | ---- | ---- | ---- | ---- | ---- | ---- | ---- | ---- | ---- | ---- | ---- | ---- | ---- | ---- | ---- | ---- | ---- | -------- |
| Australian Open | —    | —    | —    | —    | —    | —    | —    | 1    | Q1   | 1    | Q1   | Q1   | 2    | Q2   | Q1   | 2    | Q3   | 2        |
| French Open     | —    | —    | —    | —    | —    | —    | —    | —    | Q2   | 1    | —    | —    | —    | —    | —    | 1    | Q1   | 1        |
| Wimbledon       | —    | —    | —    | —    | —    | Q1   | Q1   | Q1   | 1    | 1    | Q1   | Q3   | 2    | Q3   | —    | 1    | Q2   | 2        |
| US Open         | Q1   | —    | Q2   | 1    | 1    | Q1   | Q1   | Q1   | 1    | Q1   | Q3   | 1    | 2    | Q3   | 2    | 1    | —    | 2        |

Zeichenerklärung: S = Turniersieg; F, HF, VF, AF = Einzug ins Finale / Halbfinale / Viertelfinale / Achtelfinale; 1, 2, 3 = Ausscheiden in der 1. / 2. / 3. Hauptrunde; Q1, Q2, Q3 = Ausscheiden in der 1. / 2. / 3. Qualifikationsrunde; nicht ausgetragen

### Doppel
Die Tabelle listet die Ergebnisse der Grand-Slam-Turniere, der ATP Finals, der Olympischen Spiele, des Davis Cups und der Masters-Turniere auf.
| Turnier           | 2025 | 2024 | 2023 | 2022 | 2021 | 2020 | 2019 | 2018 | 2017 | 2016 | 2015 | 2014 | 2013 | 2012 | 2011 | 2010 | 2009 | 2008 | 2007 | 2006 | 2005 | 2004 | 2003 | 2002 | 2001 | Karriere |
| ----------------- | ---- | ---- | ---- | ---- | ---- | ---- | ---- | ---- | ---- | ---- | ---- | ---- | ---- | ---- | ---- | ---- | ---- | ---- | ---- | ---- | ---- | ---- | ---- | ---- | ---- | -------- |
| Australian Open   | AF   | AF   | AF   | HF   | F    | S    | AF   | AF   | 2    | VF   | 1    | 2    | 2    | VF   | 1    | VF   | AF   | AF   | —    | 1    | —    | —    | —    | —    | —    | 1 × S    |
| French Open       | 1    | VF   | AF   | VF   | 2    | VF   | VF   | 2    | 2    | 2    | 1    | 1    | 1    | AF   | VF   | 1    | 1    | AF   | —    | —    | —    | —    | —    | —    | —    | 5 × VF   |
| Wimbledon         | 1    | 2    | 1    | HF   | HF   |      | AF   | 1    | AF   | HF   | 2    | —    | 1    | VF   | 2    | 1    | 1    | 2    | VF   | —    | —    | —    | —    | —    | —    | 3 × HF   |
| US Open           |      | AF   | S    | S    | S    | HF   | AF   | 1    | 1    | 2    | AF   | HF   | AF   | 2    | 1    | 2    | 2    | 2    | 1    | 1    | 1    | 2    | 1    | 1    | 1    | 3 × S    |
| ATP Finals        |      | —    | S    | S    | F    | HF   | RR   | —    | RR   | F    | —    | —    | —    | —    | —    | —    | —    | —    | —    | —    | —    | —    | —    | —    | —    | 2 × S    |
| Indian Wells      | 1    | AF   | 1    | HF   | AF   |      | 1    | VF   | S    | 1    | —    | —    | 1    | —    | —    | 1    | —    | —    | —    | —    | —    | —    | —    | —    | —    | 1 × S    |
| Miami             | 1    | VF   | AF   | VF   | HF   |      | AF   | 1    | 1    | F    | VF   | —    | AF   | —    | 1    | AF   | —    | —    | —    | —    | —    | —    | —    | —    | —    | 1 × F    |
| Monte Carlo       | 1    | AF   | AF   | S    | AF   |      | —    | AF   | AF   | 1    | —    | —    | —    | —    | —    | —    | —    | —    | —    | —    | —    | —    | —    | —    | —    | 1 × S    |
| Madrid            | AF   | 1    | 1    | AF   | 1    |      | 1    | AF   | AF   | AF   | —    | —    | —    | —    | —    | —    | —    | —    | —    | —    | —    | —    | —    | —    |      | 5 × AF   |
| Rom               | 1    | VF   | VF   | 1    | F    | 1    | 1    | AF   | VF   | 1    | —    | —    | —    | —    | —    | —    | —    | —    | —    | —    | —    | —    | —    | —    | —    | 1 × F    |
| Hamburg           |      |      |      |      |      |      |      |      |      |      |      |      |      |      |      |      |      | —    | —    | —    | —    | —    | —    | —    | —    | —        |
| Kanada            | AF   | F    | F    | AF   | S    |      | HF   | VF   | HF   | VF   | 1    | —    | —    | —    | —    | —    | —    | —    | —    | —    | —    | —    | —    | —    | —    | 1 × S    |
| Cincinnati        | S    | VF   | AF   | S    | VF   | HF   | 1    | AF   | AF   | VF   | AF   | —    | 1    | AF   | —    | 1    | 1    | —    | —    | —    | —    | —    | —    | —    | —    | 2 × S    |
| Stuttgart         |      |      |      |      |      |      |      |      |      |      |      |      |      |      |      |      |      |      |      |      |      |      |      |      | —    | —        |
| Shanghai          |      |      |      |      |      |      | VF   | —    | VF   | AF   | —    | 1    | —    | —    | 1    | —    | —    |      |      |      |      |      |      |      |      | 2 × VF   |
| Paris             |      | 1    | HF   | VF   | AF   | —    | VF   | S    | AF   | AF   | VF   | —    | —    | —    | —    | —    | —    | —    | —    | —    | —    | —    | —    | —    | —    | 1 × S    |
| Olympische Spiele |      | F    |      |      |      | AF   |      |      |      | AF   |      |      |      | —    |      |      |      | —    |      |      |      | —    |      |      |      | 1 × F    |
| Davis Cup         |      |      |      | —    | RR   | RR   | —    | —    | —    | —    | —    | —    | —    | —    | —    | —    | —    | —    | —    | —    | —    | —    | —    | —    | —    | 1 × RR   |

Zeichenerklärung: S = Turniersieg; F, HF, VF, AF = Einzug ins Finale, Halb-, Viertel-, Achtelfinale; 1, 2, 3 = Ausscheiden in der 1., 2., 3. Haupt- / Finalrunde; Q1, Q2, Q3 = Ausscheiden in der 1., 2. 3. Qualifikationsrunde; RR = Round Robin (Gruppenphase); nicht ausgetragen oder andere Kategorie; PO (Playoff), P2 = Auf-/Abstiegsrunde zur Weltgruppe I/II im Davis Cup; W2 = Teilnahme in der Weltgruppe II

### Mixed
| Turnier         | 2009 | 2010 | 2011 | 2012 | 2013 | 2014 | 2015 | 2016 | 2017 | 2018 | 2019 | 2020 | 2021 | 2022 | 2023 | 2024 | 2025 | Karriere |
| --------------- | ---- | ---- | ---- | ---- | ---- | ---- | ---- | ---- | ---- | ---- | ---- | ---- | ---- | ---- | ---- | ---- | ---- | -------- |
| Australian Open | —    | —    | —    | —    | 1    | —    | —    | —    | 1    | 1    | S    | —    | S    | VF   | —    | —    | —    | S        |
| French Open     | —    | —    | —    | —    | —    | —    | AF   | —    | HF   | 1    | —    |      | VF   | —    | —    | —    | 1    | HF       |
| Wimbledon       | —    | —    | AF   | —    | 2    | —    | 1    | —    | 2    | 2    | 1    |      | AF   | —    | —    | AF   | —    | AF       |
| US Open         | 1    | AF   | AF   | AF   | —    | AF   | —    | F    | 1    | AF   | HF   |      | 1    | —    | —    | —    |      | F        |